# Brunnenpfeife

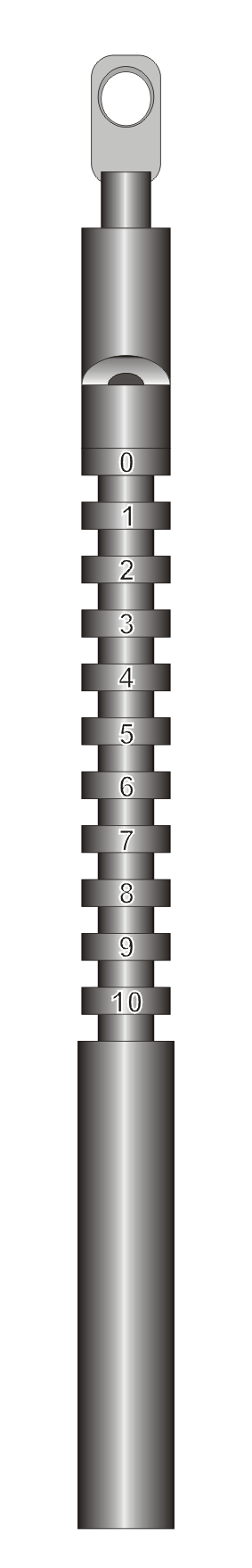
Eine Brunnenpfeife

Die Brunnenpfeife ist ein Messgerät, mit dem der Wasserstand in einem Brunnen, einer Zisterne oder einer Grundwassermessstelle gemessen wird.
Die Brunnenpfeife ist ein unten offener Metallzylinder mit einem kleinen Pfeifloch in der sonst geschlossenen Oberseite. Die Außenseite des Zylinders ist durch umlaufende Kerben im Abstand von je 1 cm geteilt. Die Maßteilung beginnt unterhalb des Pfeiflochs des Zylinders. Die Brunnenpfeife wird an einer Messschnur oder einem Maßband hängend auf die Wasseroberfläche hinabgelassen. Beim Eintauchen in das Wasser dringt von unten Wasser in den Zylinder ein. Dieses verdrängt die Luft durch das Pfeifloch, wodurch nach Art der Labialpfeife ein Ton erzeugt wird. Sobald der Ton gehört wird, darf die Pfeife nicht weiter eingetaucht werden. Die Tiefe von einem Messpunkt, zum Beispiel der Geländeoberfläche, bis zum Wasserspiegel ergibt sich aus der Summe der Länge der Messschnur oder des Maßbandes und der Anzahl der nicht wasserbenetzten Kerben der Brunnenpfeife. Das Verfahren ist für Tiefen bis zu 30 m geeignet, bei größeren Tiefen ist der Pfeifton zunehmend schwerer wahrzunehmen. Die Messgenauigkeit liegt bei 1 cm, was dem Abstand der Außenringe entspricht. Die Brunnenpfeife ist durch die Einführung des Kabellichtlots fast vollständig aus dem professionellen Gebrauch verschwunden.

## Weitere Anwendungen
Ein weiterer Anwendungsfall ist das Messen von Ölschichten auf Wasserschichten im Boden. Es kommt bei Unfällen oder Tankundichtheiten vor, dass Öl bis zum Grundwasserkörper gelangt und dann auf dem Grundwasser aufschwimmt. In diesem Fall misst man in einer Probebohrung mit der Brunnenpfeife den Ölspiegel und mit einem Kabellichtlot (das nach dem Leitfähigkeitsprinzip misst) den Wasserspiegel. Die Differenz ergibt die Dicke der Ölschicht.